# استيفاء
في الرياضيات وبالتحديد في التحليل العددي، الاستكمال أو الاستكمال الداخلي أو الاستكمال من الداخل أو الاستكمال البيني أو الاستيفاء أو الاستقراء الداخلي (بالإنجليزية: interpolation) (يستخدم أحيانا مصطلح استكمال أو استكمال داخلي) هي أحد الطرق الرياضية لإنشاء نقاط بيانية جديدة اعتمادا على مجموعة متقطعة من النقاط البيانية المحددة سلفا (مستوفين كافة النقاط).
في الهندسة التطبيقية والعلوم، غالبا ما تكون نتائج التجارب مجموعة من النقاط البيانية data points، تؤخذ بالاستعيان الإحصائي أو من خلال إجراء تجربة في شروط محددة، يلي تحديد هذه النقاط تشكيل الدالة الرياضية التي تناسب بأقرب شكل نقاط البيانات الموجودة لدينا. هذه العملية تدعى ملائمة المنحنى curve fitting. ويعتبر الاستيفاء (الاستقراء الداخلي) حالة خاصة من ملائمة المنحنى، يجب أن يمر فيه المنحنى تماما من النقاط البيانية (استيفاء كامل النقاط في عملية الملائمة).
نفترض حصولنا على قائمة بقيم دالة غير معروفة (f(x معتمدة على x، كالآتي:
| x | (f(x    |
| 0 | 0       |
| 1 | 0.8415  |
| 2 | 0.9093  |
| 3 | 0.1411  |
| 4 | 0.7568- |
| 5 | 0.9589- |
| 6 | 0.2794- |

وضع نقاط القائمة في رسم بياني. المحور الأفقي x والمحور الرأسي يعطي f(x.

فعملية الاستيفاء هي وسيلة للحصول على قيم بين النقاط (التي تكون عادة معينة عمليا)، مثل قيمة الدالة عند النقطة x = 2.5.

## معضلات
مشكلة أخرى مختلفة شديدة الارتباط بالاستيفاء هي عملية تقريب دالة معقدة عن طريق دالة بسيطة. فإذا كنا نعرف دالة ما لكنها كانت غاية في التعقيد لنقوم بتقدير صيغتها بشكل دقيق، عندئذ نعمد لتقريبها مع أبسط دالة بسيطة قريبة منها.
في هذه الحالة يمكننا أن نختار عدة نقاط بيانية من الدالة المعقدة، منشئين جدول مظهر lookup table، ونحاول أن نستوفي تلك النقاط لتشكيل دالة أبسط. بالطبع نتائج الدالة المبسطة لن تكون دقيقة كاستخدام الدالة المعقدة الأصلية، لكن النتيجة تعتبر تقريبا جيدا في حدود الإمكانات المتاحة، وذلك يعتمد على نطاق الاستخدام والمشكلة وطريقة الاستيفاء interpolation method المستخدمة لتحقيق التبسيط المنشود.
من الجدير بالذكر أن هناك نوعا آخر مختلف تماما من الاستيفاء في الرياضيات، وهو ما يدعى «استيفاء المؤثرات» interpolation of operators. النتائج الأساسية لاستيفاء المؤثرات يمكن حصرها في مبرهنة ريزس-ثورن Riesz-Thorin theorem ومبرهنة ماركينكيويكس Marcinkiewicz theorem. هناك أيضا العديد من النتائج الأخرى.

## تعريف
بإعطاء متتالية من n عدد مختلف xk تدعى العقد. ومن أجل كل عدد xk يوجد عدد آخر yk، فتكون المهمة هي إيجاد الدالة الرياضية f حيث يتحقق:
{\displaystyle f(x_{k})=y_{k}{\mbox{, }}k=1,\ldots ,n}
يدعى زوج القيم xk,yk نقطة بيانية data point (حيث يعتبران إحداثيي نقطة تُمَثَّل في جملة إحداثية) وتدعى الدالة f المستوفي interpolant لكل النقاط البيانية.
عندما تعطى القيم yk بواسطة دالة معروفة، نكتب أحيانا fk.

## أمثلة

مخطط للنقاط البيانية كما بعطيها الجدول.

يعطي الجدول التالي بعض القيم لدالة غير معروفة f.
|  | x |  | (f(x |   |      |  |
|  | 0 |  | 0    |   |      |  |
|  | 1 |  | 0    | . | 8415 |  |
|  | 2 |  | 0    | . | 9093 |  |
|  | 3 |  | 0    | . | 1411 |  |
|  | 4 |  | −0   | . | 7568 |  |
|  | 5 |  | −0   | . | 9589 |  |
|  | 6 |  | −0   | . | 2794 |  |

ما هي القيمة التي تعطيها الدالة عندما يكون، لنقل، x = 2.5.. ؟ الاستيفاء يجيب عن مثل هذه الأسئلة..
هناك عدة أنواع من طرق الاستيفاء. ما يهم عند اعتماد طريقة ما هو: مدى دقة الطريقة؟ كلفة الطريقة (زمنيا وحسابيا) ؟ مدى ملاسة الدالة المستوفية؟ ما هو عدد النقاط البيانية التي نحتاجها في هذه الطريقة؟.

### الاستيفاء بالدالة الثابتة مجالا مجالا

Piecewise constant interpolation, or استيفاء أقرب جار.

### استيفاء خطي

رسم بياني مبين لاستيفاء خطي

{\displaystyle y=y_{a}+\left(y_{b}-y_{a}\right){\frac {x-x_{a}}{x_{b}-x_{a}}}}
في النقطة {\displaystyle \left(x,y\right)}.

### استيفاء حدودي

رسم بياني مبين لاستيفاء حدودي (باستعمال متعددة للحدود من الدرجة السادسة)

الاستيفاء الحدودي هي تعميم للاستيفاء الخطي. متعددة الحدود التالية من الدرجة السادسة، تمر من النقط السبع جميعها.
{\displaystyle f(x)=-0.0001521x^{6}-0.003130x^{5}+0.07321x^{4}-0.3577x^{3}+0.2255x^{2}+0.9038x.}

### استيفاء سبلين

رسم للبيانات باستعمال استيفاء سبلين

{\displaystyle f(x)={\begin{cases}-0.1522x^{3}+0.9937x,&{\text{if }}x\in [0,1],\\-0.01258x^{3}-0.4189x^{2}+1.4126x-0.1396,&{\text{if }}x\in [1,2],\\0.1403x^{3}-1.3359x^{2}+3.2467x-1.3623,&{\text{if }}x\in [2,3],\\0.1579x^{3}-1.4945x^{2}+3.7225x-1.8381,&{\text{if }}x\in [3,4],\\0.05375x^{3}-0.2450x^{2}-1.2756x+4.8259,&{\text{if }}x\in [4,5],\\-0.1871x^{3}+3.3673x^{2}-19.3370x+34.9282,&{\text{if }}x\in [5,6].\end{cases}}}

## في أشكال أخرى
انظر إلى متعددة حدود مثلثية وإلى تقريب بادي وإلى استيفاء بمتعددات حدود مثلثية وإلى مويجة.
إذا عُملت قيمة دالةٍ ما في عدد معين من النقط، وفي نفس الوقت، علمت قيمة مشتقتها في هذه النقط، فإن ذلك يؤدي إلى نوع معين من المعضلات يدخلن في إطار استيفاء هيرميت.

## معرض صور

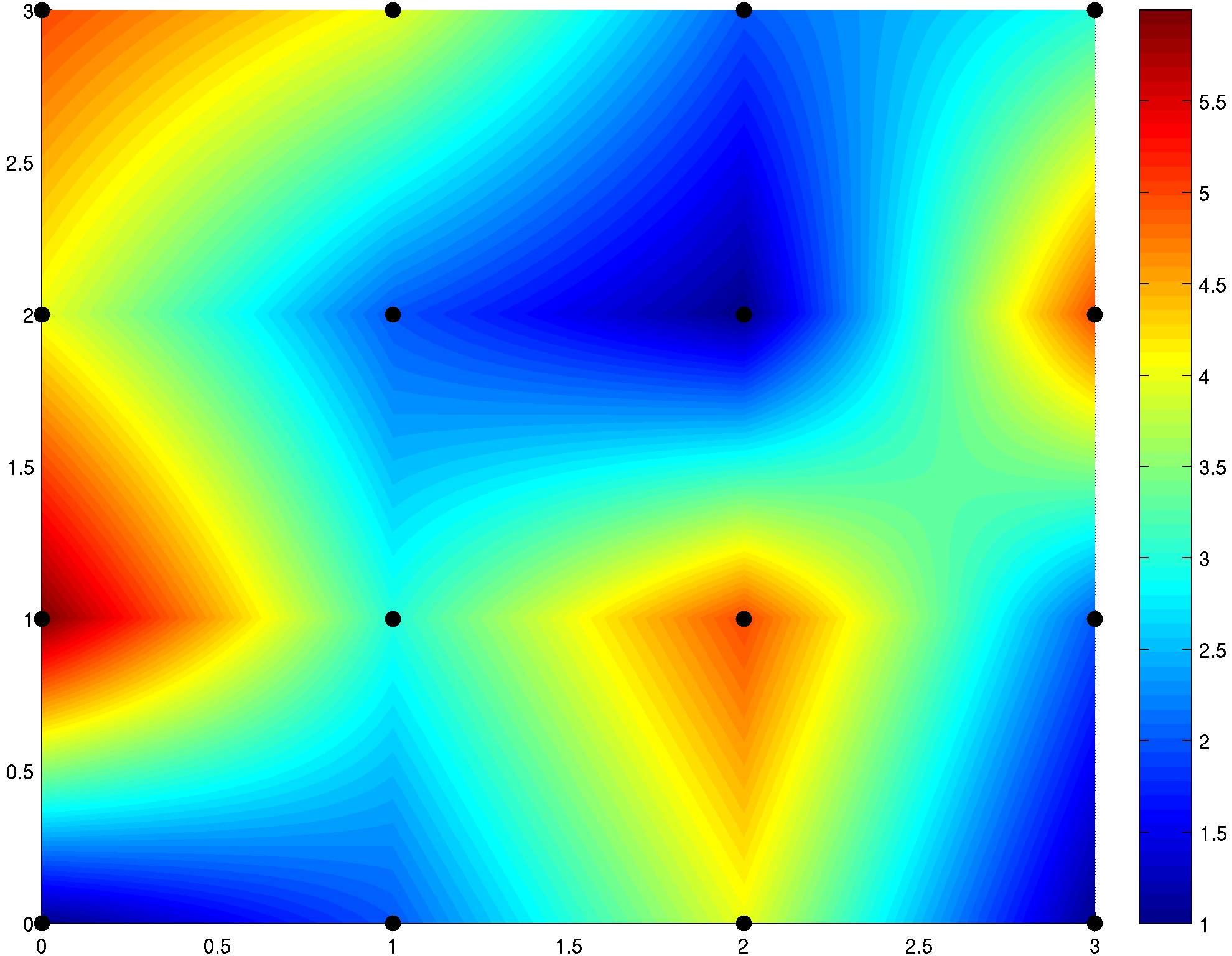
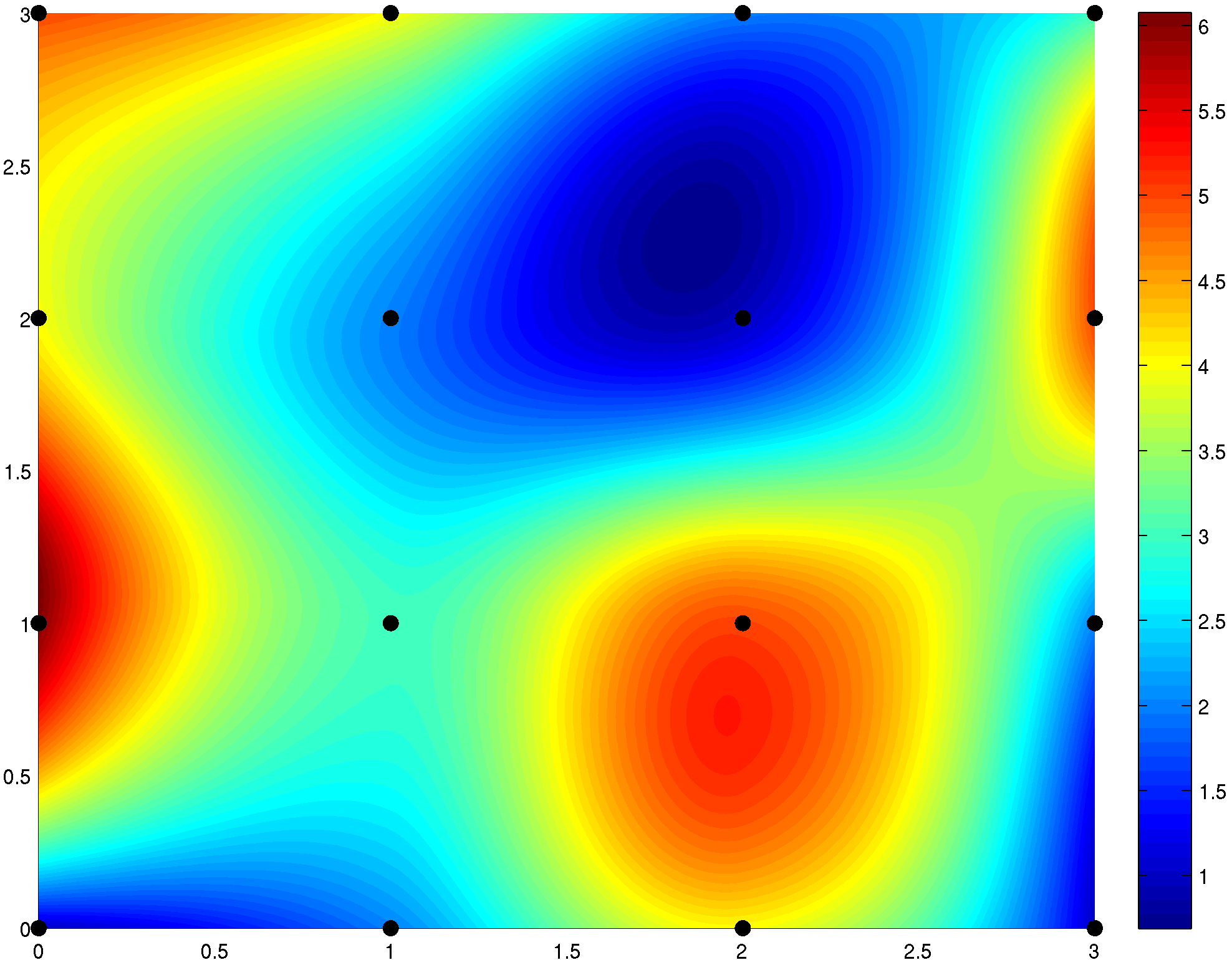
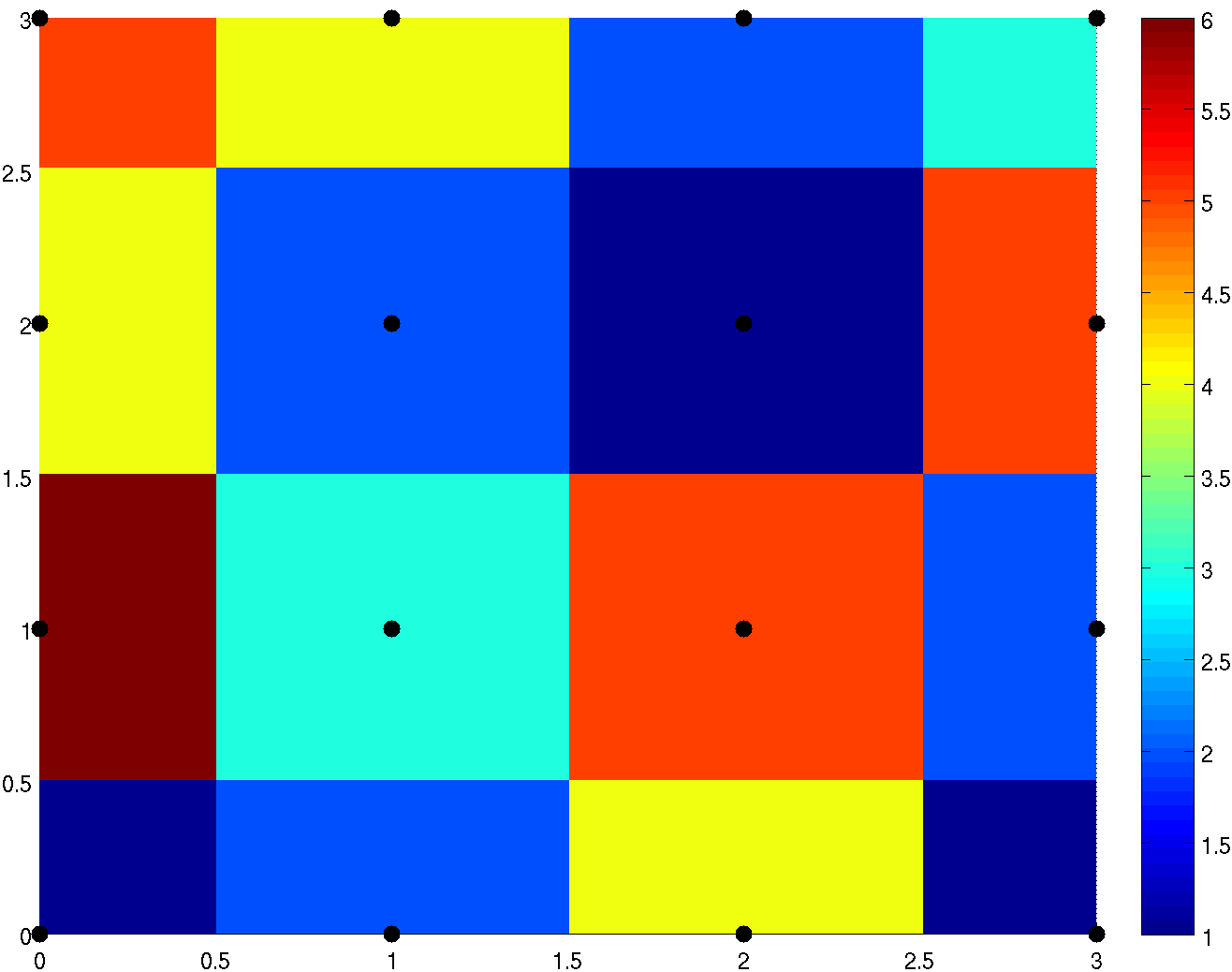